# NGC 4807
NGC 4807 ist eine 13,5 mag helle, elliptische Galaxie vom Hubble-Typ E/SB0 im Sternbild Coma Berenices am Nordsternhimmel. Sie ist schätzungsweise 313 Millionen Lichtjahre von der Milchstraße entfernt und hat einen Durchmesser von etwa 90.000 Lichtjahren. Gemeinsam mit PGC 214040 (auch NGC 4807 A) bildet sie das (optische) Galaxienpaar Holm 488 und ist Mitglied des Coma-Galaxienhaufens Abell 1656.
Im selben Himmelsareal befinden sich u. a. die Galaxien NGC 4797, NGC 4798, NGC 4816, IC 3900.
Das Objekt wurde am 23. April 1865 von Heinrich Louis d’Arrest entdeckt.